# Lạc Nghiệp
Lạc Nghiệp (tiếng Tráng: Lozyez, chữ Hán giản thể: 乐业县, bính âm: Lèyè Xiàn), là một huyện thuộc thành phố cấp địa khu Bách Sắc của khu tự trị dân tộc Choang Quảng Tây, Trung Quốc. Huyện này có diện tích là 2.617 km², dân số năm 2010 là 167.100 người, người Tráng chiếm 50,01%. Lạc Nghiệp có 4 trấn và 4 hương.